# Чарльз Лі
Чарльз Лі (англ. Charles Lee; 1758 — 24 червня 1815) — американський юрист, Генеральний прокурор США з 1795 до 1801 року, виконувач обов'язків державного секретаря США з 13 травня 1800 по 5 червня 1800 року.

## Біографія
Чарльз Лі народився в сім'ї Генрі (1730—1787) і Люси (Граймс) Лі на плантації свого батька «Leesylvania» в Принс-Вільям, штат Вірджинія. Він був третьою з одинадцяти дітей і молодшим братом майбутнього генерала Генрі Лі, що робить його дядьком Роберта Лі. Другий брат був конгрессмен Ричард Блэнд Лі. Третий кузен був Закарі Тейлор. У 1775 році було проведено обговорення в Нью-Джерсі, а потім вивчено право з Джаредом Інгерсоллом в Філадельфії.
Чарльз одружився з Анною Лі (1 грудня 1770 — 9 вересня 1804), його двоюродній сестрі і дочці Ричарда Генрі Лі (його двоюрідного брата), від шлюбу, який тривав до смерті дружини, було шість дітей; Енн Лі Люсинда (1790—1845), малолітній син Артур Лі (1791—1791), Ричард Генрі Лі (лютий 1793 — березень 1793), Чарльз Генрі Лі (нар. жовтень 1794), Уильям Артур Лі (вересень 1796—1817)), Альфред Лі (1799—1865). Він одружився в друге у 1809 році на Маргарет Скотт (1783—1843), від якої народилися ще троє дітей: Роберт Лі Іден (1810—1843), Елізабет Гордон Лі (1813—1813), Александр Лі (1815—1815)).
Президент Джордж Вашингтон назначив Лі Генеральним прокурором після смерті Вільяма Бредфорда. Після затвердження сенатом він вступив на посаду 10 грудня 1795 року і служив до конца адміністрації. Він зберігає цей пост в адміністрації Джона Адамса і займав його до 19 лютого 1801 року.
У той час, коли Чарльз Лі перебував на посаді, він жив в Олександрії, яка була частиною столичного округу. Він був одним з перших, хто виступив за повернення частини округу Колумбії до штату Вірджинія, що і відбулося в 1847 році. Після завершення повноважень Генерального прокурора, він став офіцером порту і відомим юристом в Північній Вірджинії і окрузі Колумбія.
Лі представляв Уільяма Марбери і інших призначенців Джона Адамса у справі Марбері проти Медісона.
Він відмовився від пропозиції Томаса Джефферсона призначити його суддею Верховного суду.
Лі помер у 1815 році в готелі Fauquier Каунті, штат Вірджинія, був похований на кладовищі в Warrenton Warrenton.